# The Nature of the Beast (álbum)
The Nature of the Beast es el noveno álbum de estudio de la banda de rock canadiense April Wine y fue publicado en 1981.  El álbum fue grabado en los estudios Le Manoir, en el pueblo de Shipton-on-Cherwell, en Oxfordshire, Inglaterra, después de haber realizado un gira por Europa en 1980.
Este álbum fue el mayor éxito de April Wine, ya que se ubicó en el lugar 24.° del Billboard 200 y vendieron más de un millón de copias en los Estados Unidos y más de 200.000 en Canadá, por lo que fue certificado disco de platino por la Asociación de la Industria Discográfica de los Estados Unidos (RIAA por sus siglas en inglés)  y doble disco de platino por la Asociación Canadiense de la Industria de Grabación (CRIA por sus siglas en inglés)
El sencillo “Just Between You and Me” se convirtió en el más exitoso de April Wine, ya que alcanzó la 21.ª posición de la lista del Billboard Hot 100, así como el 11.° y 22.° lugar del Mainstream Rock Tracks del Billboard y la lista de la revista RPM canadiense respectivamente.
La canción “Sign of the Gypsy Queen” fue también un éxito medio, ya que se posicionó en el lugar 57.° del Billboard Hot 100, la 11.ª posición del Mainstream Rock Tracks del Billboard y el lugar 40.° en Canadá.

## Lista de canciones
Todas las canciones fueron escritas por Myles Goodwyn, excepto donde se especifica lo contrario
1. “All Over Town” - 3:00
2. “Tellin' Me Lies” - 3:01
3. “Sign of the Gypsy Queen” (Lorence Hud) - 4:17
4. “Just Between You and Me” - 3:55
5. “Wanna Rock” - 2:05
6. “Caught on the Crossfire” - 3:34
7. “Future Tense” - 4:09
8. “Big City Girls” - 3:41
9. “Crash and Burn” - 2:33
10. “Bad Boys” - 3:10
11. “One More Time” - 3:56

## Formación
- Myles Goodwyn - voz, guitarra y teclados.
- Brian Greenway - voz y guitarra
- Gary Moffet - guitarra y coros
- Steve Lang - bajo y coros
- Jerry Mercer - batería